# DM SAT
DM SAT је српска кабловска и сателитска телевизија који се емитује из Пожаревца. Са емитовањем је почела 2005. године. Канал су основали Драгана Мирковић и њен муж Тони Бијелић користећи претходно искључену SAT TV.
DM SAT се види у више балканских и европских земаља путем кабловске телевизије. Канал омогућава СМС текстуалну размену порука, где су пошиљаоци у могућности да виде да је порука послата са њиховог телефона. Гледаоци могу да шаљу поруке из 35 земаља са захтевом за песму или да ћаскају са програмским директором. 
Ова телевизија је такође емитовала и теленовелу Скривене страсти

## Емисије
Репризе свих емисија су дан након оригиналног емитовања у 12:00.
- Вече са... (понедељком у 20:00)
- Уторком у 8 (уторком у 20:00)
- Лепша страна света (средом у 20:00)
- Промоција (четвртком у 20:00)
- Репортажа (петком у 20:00)
- Максимално опуштено (недељом у 19:00)

### Укинуте емисије
- Што да не (четвртком у 20:00)
- Звездана стаза (суботом у 20:00)
- Пеја шоу (уторком у 20:00)

## Мреже уСрбијикоје емитују и број канала
- Total TV (124)
- Open IPTV (464)